# Symphlebia neja
Symphlebia neja là một loài bướm đêm thuộc phân họ Arctiinae, họ Erebidae.